# Patinatge artístic als Jocs Olímpics d'hivern de 1988 - Individual masculí
Als Jocs Olímpics d'Hivern de 1988 celebrats a la ciutat de Calgary (Canadà) es disputà una prova de patinatge artístic sobre gel en categoria masculina que formà part del programa oficial dels Jocs.
La competició se celebrà entre els dies 17 i 20 de febrer de 1988 a les instal·lacions de l'Olympic Saddledome.

## Comitès participants
Hi participaren un total de 28 patindors de 21 comitès nacionals diferents.
| - Austràlia (1) - Bulgària (1) - Canadà (3) - Corea del Nord (1) - Corea del Sud (1) - Dinamarca (1) - Estats Units (3) |  | - França (1) - Itàlia (1) - Japó (1) - Mèxic (1) - Polònia (1) - Regne Unit (1) - RDA (1) |  | - RFA (2) - Suècia (1) - Suïssa (1) - Txecoslovàquia (1) - Unió Soviètica (3) - R.P. de la Xina (1) - Xina Taipei (1) |

## Resum de medalles
| Or            | Argent      | Bronze          |
| Brian Boitano | Brian Orser | Víktor Petrenko |

## Resultats
| Posició                           | Nom                       | CON             | F  | PC | PL | Pts. |
| --------------------------------- | ------------------------- | --------------- | -- | -- | -- | ---- |
| 1                                 | Brian Boitano             | Estats Units    | 2  | 2  | 1  | 3.0  |
| 2                                 | Brian Orser               | Canadà          | 3  | 1  | 2  | 4.2  |
| 3                                 | Viktor Petrenko           | Unió Soviètica  | 6  | 3  | 3  | 7.8  |
| 4                                 | Alexander Fadeev          | Unió Soviètica  | 1  | 9  | 5  | 8.2  |
| 5                                 | Grzegorz Filipowski       | Polònia         | 7  | 4  | 5  | 10.8 |
| 6                                 | Vladimir Kotin            | Unió Soviètica  | 5  | 6  | 8  | 13.4 |
| 7                                 | Christopher Bowman        | Estats Units    | 8  | 5  | 7  | 13.8 |
| 8                                 | Kurt Browning             | Canadà          | 11 | 7  | 6  | 15.4 |
| 9                                 | Heiko Fischer             | RFA             | 4  | 11 | 10 | 16.8 |
| 10                                | Paul Wylie                | Estats Units    | 12 | 8  | 9  | 19.4 |
| 11                                | Richard Zander            | RFA             | 9  | 17 | 11 | 23.2 |
| 12                                | Oliver Honer              | Suïssa          | 10 | 10 | 14 | 24.0 |
| 13                                | Petr Barna                | Txecoslovàquia  | 15 | 15 | 12 | 27.0 |
| 14                                | Lars Dresler              | Dinamarca       | 14 | 12 | 15 | 28.2 |
| 15                                | Axel Mederic              | França          | 13 | 14 | 17 | 30.4 |
| 16                                | Neil Paterson             | Canadà          | 17 | 13 | 16 | 31.4 |
| 17                                | Makoto Kano               | Japó            | 19 | 19 | 19 | 38.0 |
| 18                                | Paul Robinson             | Regne Unit      | 16 | 21 | 18 | 36.0 |
| 19                                | Cameron Medhurst          | Austràlia       | 18 | 16 | 20 | 37.2 |
| 20                                | Shubin Zhang              | R.P. de la Xina | 22 | 18 | 19 | 39.4 |
| 21                                | Alessandro Riccitelli     | Itàlia          | 20 | 20 | 22 | 42.0 |
| 22                                | Sung-Il Jung              | Corea del Sud   | 24 | 24 | 21 | 45.0 |
| 23                                | Michael Huth              | RDA             | 21 | 25 | 23 | 45.6 |
| 24                                | Peter Johansson           | Suècia          | 23 | 22 | 24 | 46.6 |
| No realitzaren el programa lliure |                           |                 |    |    |    |      |
| 25                                | David Liu                 | Xina Taipei     | 25 | 23 |    |      |
| 26                                | Boyko Alexiev             | Bulgària        | 26 | 27 |    |      |
| 27                                | Walbe Olavarrieta-Navarro | Mèxic           | 28 | 26 |    |      |
| 28                                | Kang Ho                   | Corea del Nord  | 27 | 28 |    |      |